# Xã Grant, Quận Greene, Indiana
Xã Grant (tiếng Anh: Grant Township) là một xã thuộc quận Greene, tiểu bang Indiana, Hoa Kỳ. Năm 2010, dân số của xã này là 739 người.